# Amblyopone mystriops
Amblyopone mystriops é uma espécie de formiga do gênero Amblyopone.